# Orange Line (Metrô de Miami)
Orange Line (Metrô de Miami) é a segunda linha do sistema metroviário da cidade de Miami, Flórida.
Em construção, a linha segue na direção leste-oeste, e contará com 14 estações. A sua inauguração está prevista para agosto de 2016.

## Estações
- Calder Race Course
- Dolphin Stadium
- Miami Gardens
- Bunche Park
- Opa-locka
- Miami-Dade College
- 82nd Street
- Central Station
- Waterford
- 72nd Avenue
- 87th Avenue
- 97th Avenue
- 107th Avenue
- Florida International University